# Stelis declivis
Stelis declivis là một loài thực vật có hoa trong họ Lan. Loài này được (Lindl.) Luer mô tả khoa học đầu tiên năm 2002.